# Abou El Hassan (distrito)
Abou El Hassan é um distrito localizado na província de Chlef, Argélia, e cuja capital é a cidade de mesmo nome, Abou El Hassan.[carece de fontes?]

## Municípios
O distrito está dividido em três comunas:
- Abou El Hassan
- Talassa
- Tadjena